# Škofja vas
Škofja vas je naselje u slovenskoj Općini Celju. Škofja vas se nalazi u pokrajini Štajerskoj i statističkoj regiji Savinjskoj. 

## Stanovništvo
Prema popisu stanovništva iz 2002. godine naselje je imalo 386 stanovnika.